# Відносини Росія — НАТО
Співпраця між Росією й НАТО почалася в 1991 р. У 1994 р. Росія вступила в Партнерство заради миру. У 1990-х рр. сторони підписали кілька важливих угод про співробітництво.
Рада Росія — НАТО була створена 2002 року для роботи з питаннями безпеки та спільних проєктів.
Співпраця між Росією і НАТО наразі розвивається в кількох основних секторах: боротьба з тероризмом, військове співробітництво, співпраця щодо Афганістану (у тому числі перевезення Росією не військових вантажів ISAF і боротьба з місцевим виробництвом наркотиків), промислове співробітництво, нерозповсюдження ядерної зброї тощо
До 23 грудня 2011 року Дмитро Рогозін обіймав посаду російського представника в НАТО.
1 квітня 2014 року НАТО оголосив про припинення співпраці з Росією.

## Розвиток співробітництва
Останнє десятиліття XX століття було непростим для Росії у багатьох відношеннях. Цей період дослідниками прийнято називати «спресованою історією»: занадто багато чого трапилося за цей короткий для історії відрізок часу. Поряд із соціальною, економічною, політичною та ідеологічною кризами, важка ситуація склалася і в міжнародних відносинах. І, перш за все, це стосувалося взаємин РФ з Північноатлантичним альянсом. Після того, як розвіялися останні ілюзії початку 90-х років XX століття, що військові блоки в Європі залишилися в минулому з закінченням «холодної війни», з'ясувалося, що НАТО не збиралася розформовуватися, як це зробила Організація Варшавського Договору, а, навпаки, прагнула розширитися за рахунок включення до своїх лав нових членів; такий курс представлявся для Альянсу як єдино можливий у сформований ситуації, коли вирішувалося питання про шляхи його подальшого розвитку.
Офіційно відносини між НАТО і Росією розпочалися у 1991 році, коли Росія приєдналася до Ради північноатлантичного співробітництва (перейменованої в 1997 році на Раду євроатлантичного партнерства — РЄАП). Цей форум був створений з метою поліпшення прозорості і поглиблення діалогу з країнами після завершення холодної війни. Приєднання Росії до програми «Партнерство заради миру» (ПЗМ) в 1994 році заклало підґрунтя для більш практичного співробітництва, а у 1996 році Росія направила великий контингент до складу миротворчих підрозділів під проводом НАТО в Боснії і Герцеговині.

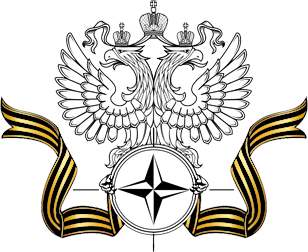
Логотип представництва Росії при НАТО

Підписання в 1997 році Основоположного акта між НАТО і Росією про взаємні відносини, співробітництво і безпеку заклало офіційну основу відносин між НАТО і Росією та привело до розроблення програми двосторонніх консультацій і співробітництва в рамках Постійної спільної ради (ПСР). Однак деякі упередження, які збереглися з часів холодної війни, перешкодили цілковитій реалізації потенціалу ПСР. На відносини НАТО — Росія також вплинули розбіжності в поглядах на військово-повітряну операцію НАТО в Косові. Попри це, Росія відіграла важливу дипломатичну роль у розв'язанні кризової ситуації в Косові і в червні 1999 року направила свої підрозділи на підтримку миротворчого контингенту НАТО на Балканах. Із 1999 року відносини між НАТО і Росією значно покращилися.
Після створення в 2002 році РНР цим відносинам було надано нового імпульсу і змісту. Рішення про започаткування РНР, яке було ухвалене відразу після терористичних нападів 11 вересня 2001 року, ще раз підтвердило необхідність узгоджених дій у відповідь на спільні загрози і продемонструвало рішучість країн — членів НАТО і Росії поглиблювати співробітництво, спрямоване на досягнення спільної цілі — побудови довгострокового та всеосяжного миру в євроатлантичному регіоні, що вперше було відображено в Основоположному акті НАТО — Росія від 1997 року.
Після того як на початку серпня 2008 року Росія застосувала військову силу в Грузії, Альянс призупинив офіційні засідання РНР і співробітництво в окремих галузях, щоб розглянути питання про наслідки дій Росії для відносин НАТО — Росія.
У 2009 році було ухвалено рішення про відновлення офіційних засідань і практичного співробітництва з Росією. У грудні 2009 року відбулося перше після кризи в Грузії офіційне засідання РНР на рівні міністрів. Міністри вирішили вдосконалити методику роботи самої РНР, щоб надати їй більш цілеспрямований і політично вагомий характер, а також провести Спільний аналіз загальних викликів безпеці у XXI столітті.
На зустрічі в Лісабоні в листопаді 2010 року керівники країн РНР схвалили Спільний аналіз і узгодили заходи практичного співробітництва, спрямовані на подолання деяких із викликів, що були виявлені в Аналізі. Крім цього, керівники країн РНР домовилися обговорити питання подальшого розширення співробітництва в галузі ПРО.
Після того як навесні 2014 року Росія застосувала військову силу проти України та анексувала частину її території стосунки між НАТО та Росією різко погіршилися. 5 березня Генеральний секретар НАТО Андерс Фог Расмуссен після засідання Ради НАТО-РФ повідомив, що НАТО вирішило вжити невідкладних заходів щодо призупинення практичної військової співпраці із Росією: припинити планування спільної місії із Росією — морський супровід американського корабля з хімічною зброєю; не проводити ніяких зустрічей із Росією на цивільному та військовому рівні; переглянути співробітництво НАТО — Росія. Водночас НАТО інтенсифікуватиме партнерство з Україною.

### Основні історичні віхи

Прапор міжнародного терористичного руху Аль-Каїда

1991 рік — початок офіційних відносин між НАТО і Росією із приєднанням Росії до Ради північноатлантичного співробітництва (пізніше перейменована на РЄАП), створеної після закінчення холодної війни як форум для консультацій із країнами Центральної та Східної Європи. Фактично, розпад Радянського Союзу збігся у часі з інавгураційним засіданням новоствореної Ради.
1994 рік — вступ Росії до програми «Партнерство заради миру».
1996 рік — Росія направляє військовий контингент до складу миротворчих сил під проводом НАТО в Боснії і Герцеговині.
Підписання Меморандуму про взаєморозуміння у галузі співробітництва на випадок надзвичайних ситуацій цивільного характеру.
1997 рік — на саміті НАТО в Парижі керівники Росії і країн НАТО підписують Основоположний акт НАТО — Росія про взаємні відносини, співробітництво та безпеку і створюють Постійну спільну раду (ПСР).
1998 рік — Росія відкриває дипломатичне представництво при НАТО.
Підписання Меморандуму про взаєморозуміння в галузі науково-технічного співробітництва.
1999 рік — Росія на кілька місяців призупиняє свою участь у ПСР через незгоду з військово-повітряною операцією НАТО в Косові.
Прибуття російських миротворців до Косова для участі у миротворчій операції під проводом НАТО.
2000 рік — В. В. Путін обраний на пост Президента Росії. Він робить заяву про відновлення відносин з НАТО «у дусі прагматизму».
Відновлення розширеного співробітництва в рамках ПСР після зустрічі міністрів закордонних справ країн — членів НАТО і Росії у Флоренції, Італія.
Трагічна загибель атомного підводного човна «Курськ» підкреслює необхідність співпраці між НАТО і Росією.
2001 рік — відкриття Інформаційного бюро НАТО в Москві.
Президент В. В. Путін першим із світових лідерів телефонує Президенту США після терористичних актів 11 вересня. Теракти 11 вересня підкреслили необхідність узгоджених дій всієї міжнародної спільноти у боротьбі з тероризмом та іншими новими загрозами безпеці. Росія відкриває свій повітряний простір учасникам міжнародної коаліції в Афганістані і бере участь в обміні розвідувальними даними.
2002 рік — у Римі проходить перша конференція на високому рівні, присвячена ролі збройних сил у боротьбі з тероризмом.
Відкриття Військової місії зв'язку НАТО в Москві.
На саміті НАТО в Римі керівники Росії і НАТО підписують декларацію «Відносини НАТО — Росія: нова якість» і започатковують Раду НАТО — Росія (РНР) замість ПСР.
Відкриття спільного Центру соціальної адаптації «Росія — НАТО», покликаного надавати допомогу військовослужбовцям, звільненим із лав збройних сил, та сприяти їх соціальній адаптації до цивільного життя.
Проведення в Росії (м. Ногінськ) багатонаціональних навчань із відпрацювання дій у разі природного лиха або катастрофи.
У Москві проходить друга конференція на високому рівні, присвячена ролі збройних сил у боротьбі з тероризмом.
2003 рік — підписання НАТО і Росією Угоди про рятування екіпажів аварійних підводних човнів.
Було вперше у Москві проведено засідання РНР.
Виведення російського контингенту зі складу миротворчих сил під проводом НАТО на Балканах.
2004 рік — Генеральний секретар НАТО вперше виходить на зв'язок з міністром оборони Росії новоствореною гарячою лінією.
Перші спільні командно-штабні навчання учасників РНР із відпрацювання питань ПРО на ТВД в м. Колорадо-Спрінгс, США.
Домовленість про започаткування російських груп військового зв'язку при штабах стратегічних командувань НАТО.
Проведення в Росії (м. Калінінград) багатонаціональних навчань із відпрацювання дій у разі природного лиха або катастрофи.
На засіданні РНР на рівні міністрів закордонних справ у Стамбулі Росія виступає із пропозицією надати військовий корабель для участі в антитерористичній операції ВМС НАТО на Середземному морі «Активні зусилля».
Спостерігачі від країн РНР запрошені для участі в навчаннях поблизу м. Мурманськ із відпрацювання ліквідації наслідків аварії з ядерними боєприпасами.
У московських військових вузах читають перші курси лекцій НАТО з питань оперативної взаємосумісності.
Ухвалення міністрами закордонних справ РНР комплексного Плану дій РНР проти тероризму після скоєння у Росії кількох терористичних актів.
Росія і НАТО обмінюються листами, в яких узгоджується порядок підготовки Росії до участі у військово-морській антитерористичній операції НАТО на Середземному морі «Активні зусилля».
Спільна заява міністрів закордонних справ РНР з приводу проведення президентських виборів в Україні.
2005 рік — у Нідерландах проходять другі командно-штабні навчання РНР з питань ПРО на ТВД.
Підписання Росією Угоди про статус збройних сил у рамках програми ПЗМ.
Ухвалення міністрами оборони РНР «Політико-військових керівних вказівок», спрямованих на поступове досягнення оперативної взаємосумісності між підрозділами Росії і НАТО на стратегічному, оперативному і тактичному рівнях управління.
Росія бере участь у широкомасштабних військово-морських пошуково-рятувальних навчаннях НАТО «Сорбет роял».
Група рятувальників з Великої Британії допомагає евакуювати російських моряків з підводного човна, який зазнав лиха біля узбережжя Камчатки.
Спостерігачів від країн РНР запрошено взяти участь у польових навчаннях із відпрацювання реагування на аварію з ядерними боєприпасами у м. Единбург (Велика Британія).
Російські викладачі та інструктори Академії Генерального штабу РФ читають перший курс лекцій з питань оперативної взаємосумісності в школі НАТО в м. Обераммергау, Німеччина.
РНР розпочинає реалізацію експериментального проєкту із навчання співробітників правоохоронних органів Афганістану і країн Центральної Азії методам боротьби з незаконним обігом наркотиків.
2006 рік — Ухвалення міністрами закордонних справ РНР на зустрічі у Софії переліку пріоритетів і рекомендацій для скерування подальшої роботи Ради.
Спостерігачів від країн РНР запрошено на польові навчання до штату Вайомінг (США) із відпрацювання реагування на аварію з ядерними боєприпасами.
У Москві проходять треті командно-штабні навчання РНР з питань ПРО на ТВД.
В італійському м. Монтелібретті відбувається навчання РНР з відпрацювання дій на випадок надзвичайної ситуації цивільного характеру.
Прибуття першого російського фрегата для участі в операції НАТО «Активні зусилля» на Середземному морі.
2007 рік — Спостерігачів від країн РНР запрошено до Франції на польові навчання із відпрацювання реагування на аварію із ядерними боєприпасами.
Державна Дума РФ ратифікує Угоду про статус збройних сил ПЗМ.
10-річчя підписання Основоположного акта і 5-та річниця створення РНР.
2008 рік — у Німеччині проходять комп'ютерні навчання в рамках проєкту РНР у галузі ПРО на ТВД.

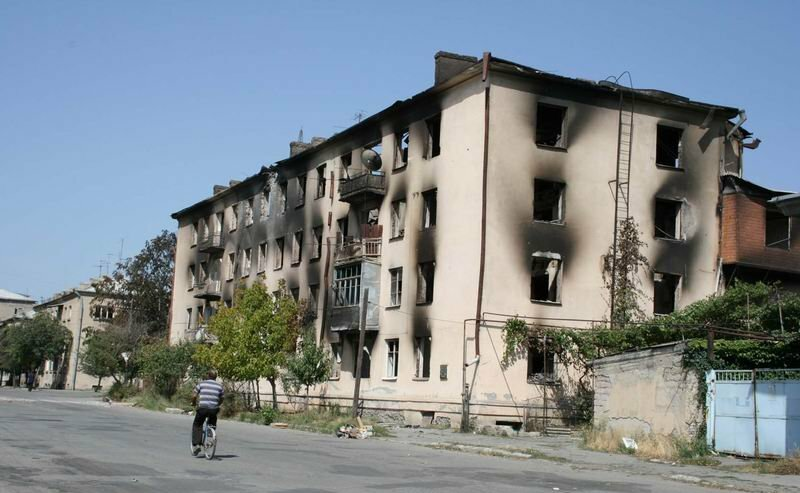
Постраждалі будинки від російсько-грузинської війни 2008

На підтримку операції МССБ в Афганістані під проводом НАТО Росія пропонує країнам — учасницям МССБ здійснювати транзит російською територією.
Росія бере участь у широкомасштабних військово-морських пошуково-рятувальних навчаннях НАТО «Хоробрий монарх».
Після застосування Росією на початку серпня 2008 року військової сили проти Грузії призупинено офіційні засідання РНР і співробітництво в окремих галузях. Співпраця триває в кількох основних напрямах, які становлять взаємну зацікавленість, а саме: запобігання розповсюдженню наркотиків і боротьба з тероризмом.
На грудневому засіданні міністрів закордонних справ НАТО досягнуто домовленість щодо поетапного і зваженого підходу до відновлення відносин з Росією.
2009 рік — на засіданні міністрів закордонних справ НАТО у березні ухвалено рішення про відновлення офіційних засідань і практичного співробітництва в рамках РНР.
У грудні на першому після кризи в Грузії офіційному засіданні РНР на рівні міністрів закордонних справ ухвалено низку рішень, покликаних надати нового імпульсу співробітництву в рамках Ради, а також досягнуто домовленість щодо проведення Спільного аналізу загальних викликів безпеці у XXI столітті.
2010 — у червні в Римі відбувається перше дводенне засідання РНР у форматі політичних радників, на якому проводиться неформальний обмін думками без протоколу щодо того, як надати Раді більшого змісту.
У липні здійснює візит до Москви голова Військового комітету НАТО адмірал Джампаоло ді Паола. Мета візиту — обговорення з начальником Генерального штабу ВС РФ генералом армії М. Є. Макаровим і його апаратом питань військового співробітництва в рамках РНР.

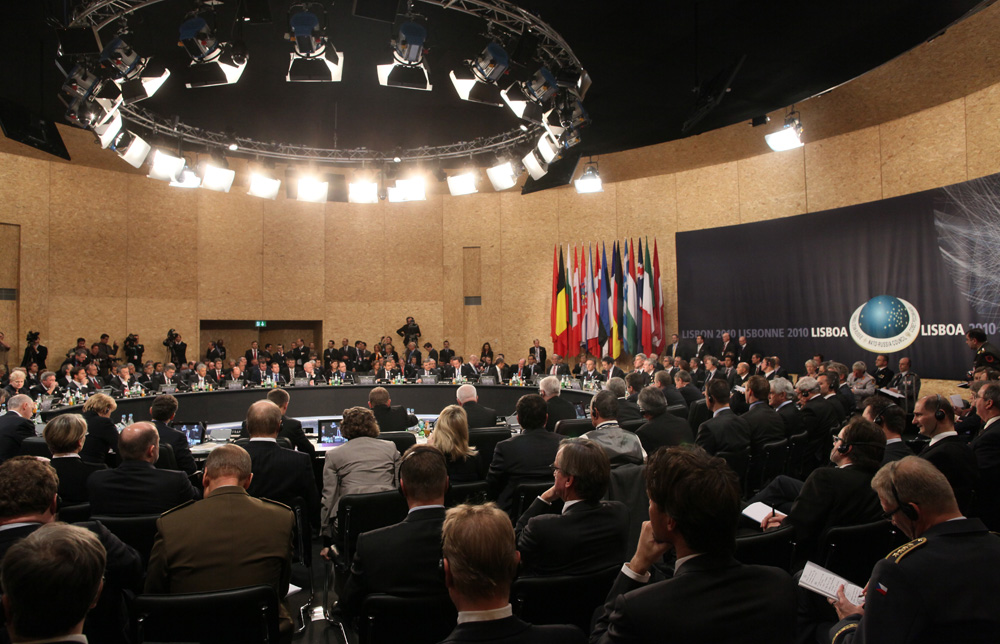
Учасники саміту НАТО у Лісабоні, 20 листопада 2010 року

У вересні в Нью-Йорку проходить засідання міністрів закордонних справ країн РНР, на якому окреслюється подальший розвиток відносин і співробітництва.
На початку листопада Росію відвідує Генеральний секретар НАТО Андерс Фог Расмуссен. Проходять переговори з Президентом Д. Медвєдєвим і міністром закордонних справ С. Лавровим щодо підготовки наступної зустрічі РНР у Лісабоні.
На саміті в Лісабоні керівники країн РНР зобов'язуються «докласти зусиль для досягнення справжнього стратегічного і оновленого партнерства», ухвалюють Спільний аналіз загальних викликів безпеці у XXI столітті та домовляються про відновлення співробітництва в галузі ПРО на ТВД, а також вирішують спільно провести всеосяжний аналіз майбутніх рамок розширеного співробітництва у галузі ПРО. Також узгоджено низку ініціатив, покликаних сприяти стабілізації в Афганістані та ширшому регіоні.
Прибуття другого російського фрегата для безпосередньої участі в операції НАТО «Активні зусилля» на Середземному морі.
2011 рік — у квітні відбувається засідання міністрів закордонних справ РНР у Берліні з метою обговорення ситуації в Лівії та Афганістані, а також поточної роботи щодо перспектив окреслення рамок майбутньої взаємодії у галузі протиракетної оборони між Росією і НАТО. Починається обслуговування вертолітного проєкту Цільового фонду РНР з метою забезпечення Афганських сил безпеки вертолітним парком і затверджується оновлений План дій РНР у галузі боротьби з тероризмом.
У травні Рада Росія — НАТО видає консолідований глосарій співробітництва (КГС — РНР), що містить понад сім тисяч узгоджених термінів російською і англійською мовами, які охоплюють практично усі основні напрями політичного і військового співробітництва НАТО — Росія.
У червні відбувається перше за три роки засідання міністрів оборони РНР в Брюсселі для обговорення широкого кола питань оборони. Російський підводний човен бере активну участь у навчаннях НАТО «Хоробрий монарх — 2011». Росія бере участь у спільних навчаннях «Пильне небо — 2011». Набуває оперативного потенціалу Ініціатива РНР щодо спільного використання повітряного простору. В Туреччині відбувається конференція РНР з питань захисту критичної інфраструктури. Росія і НАТО беруть участь у навчаннях із проведенням моделювання, відпрацьовуючи реагування у разі інциденту з ядерною зброєю.
У липні на запрошення російського уряду відбувається засідання РНР в Сочі, Росія, за участю Президента Російської Федерації Дмитра Медвєдєва. Посли РНР знову підкреслюють свою прихильність продовженню співпраці в галузі протиракетної оборони, а також просуванню співпраці з інших питань безпеки, що становлять спільний інтерес.
У жовтні в Німеччині відбувається семінар з питань національної ядерної доктрини і стратегії.
У грудні міністри закордонних справ РНР проводять засідання в Брюсселі для обговорення питань міжнародної безпеки і практичного співробітництва в рамках РНР, зокрема щодо Афганістану, боротьби з піратством та протидії тероризму. Вони затверджують Робочу програму РНР на 2012 рік і оголошують про досягнення Ініціативою спільного використання повітряного простору оперативної готовності.
2012 рік — у січні начальник Генерального штабу ЗС РФ генерал армії Микола Макаров відвідує Командування з питань операцій ОЗС НАТО в Монсі, Бельгія.
У березні в Німеччині проводяться п'яті навчання у галузі протиракетної оборони на ТВД за допомогою комп'ютерного моделювання, а у штаб-квартирі НАТО в Брюсселі проходять перші цивільно-військові навчання із застосуванням моделювання в галузі боротьби з тероризмом під егідою РНР.
У квітні в Новосибірську стартують перші навчальні курси для персоналу афганських ВПС, що обслуговує вертолітну техніку, у рамках відповідного проєкту Цільового фонду під егідою РНР. Відбувається засідання міністрів закордонних справ РНР у Брюсселі з метою обговорення практичного співробітництва між НАТО і Росією.
У травні заступник Генерального секретаря НАТО посол А. Вершбоу бере участь у конференції з ПРО, організованій Міністерством оборони РФ.
Росія направляє спеціального представника для участі в розширеному засіданні країн — учасниць МССБ на саміті в Чикаго.
У травні відзначається 15-річчя підписання Основоположного акта НАТО — Росія і 10-та річниця створення РНР.
2013 рік — зустріч Генерального секретаря НАТО Андерса Фога Расмуссена і міністра закордонних справ Росії С. В. Лаврова в штаб-квартирі НАТО.
Міністри закордонних справ РРН домовляються приступити до другого етапу Трастового фонду РРН з технічного обслуговування вертольотів в Афганістані та обговорюють плани співпраці в інших областях у 2013 році.
На станції метро одного з великих європейських міст успішно проводяться випробування технології дистанційного виявлення вибухових речовин в режимі реального часу, тим самим завершується етап розробки і випробувань проєкту з дистанційного виявлення вибухових речовин.
Під егідою Ініціативи про співпрацю з використання повітряного простору в небі над Польщею, Росією і Туреччиною проводяться контртерористичні навчання «Пильне небо-2013» із залученням літаків-винищувачів, військовослужбовців та центрів управління повітряним рухом.
Міністри оборони обмінюються думками про нагальні питання, що стоять на міжнародному порядку денному, включаючи Сирію, транспарентність щодо військових навчань та обговорюють можливості розширення практичного співробітництва, в тому числі плани про спільну роботу по утилізації надлишків боєприпасів в Росії, можливо з допомогою проєкту нового трастового фонду РРН.

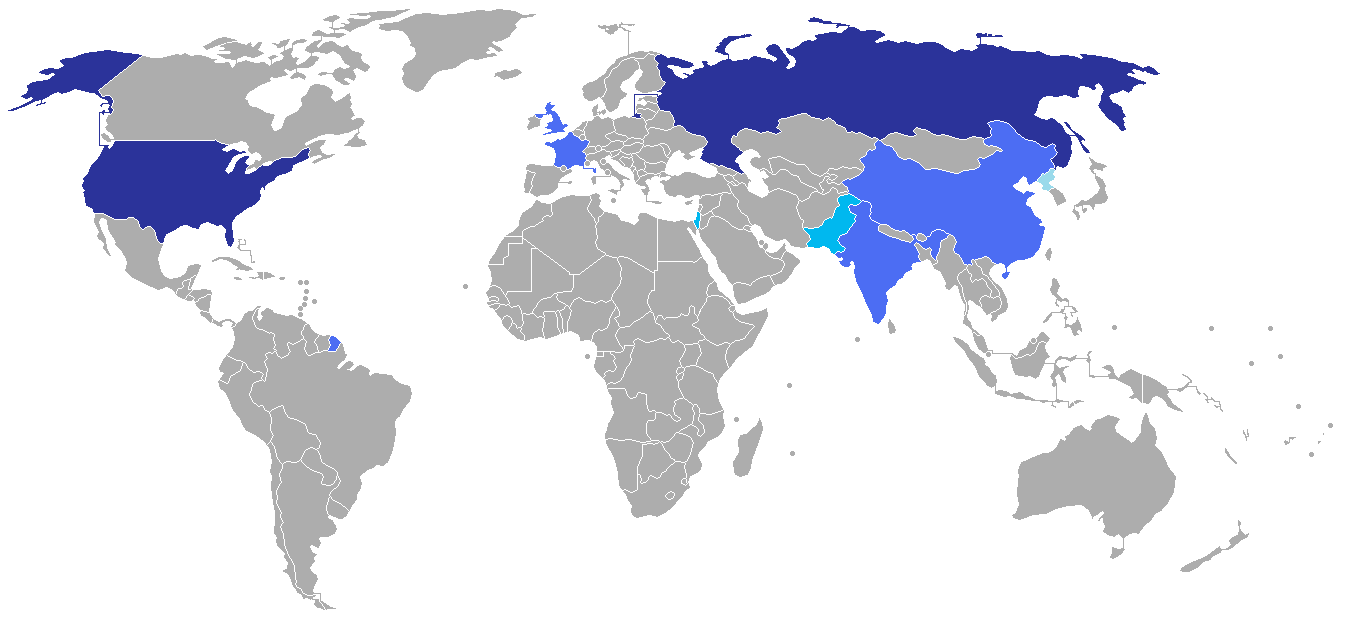
Великі запаси ядерної зброї зі світовим радіусом дії (темно-синій), менші запаси зі загальним асортиментом (середній синій)

2014 рік — НАТО засуджує російську військову ескалацію в Криму та висловлює серйозну заклопотаність у зв'язку з тим, що російський парламент дав дозвіл на застосування Збройних Сил РФ на території України.
Згодом НАТО заявляє, що так званий референдум, проведений 16 березня в Автономній Республіці Крим України, є незаконним і протиправним. Референдум порушив Конституцію України і міжнародне право, і країни НАТО не визнають його результатів.
Міністри закордонних справ країн НАТО закликають Росію вжити негайні кроки, як викладено в заяві Комісії НАТО-Україна, з поновлення дотримання міжнародного права, а також міжнародних зобов'язань та обов'язків Росії та негайно приступити до істинного діалогу, направленого на досягнення політичного і дипломатичного вирішення при дотриманні міжнародного права і міжнародно визнаних кордонів України.
Міністри закордонних справ країн НАТО вирішують призупинити всі практичне цивільне та військове співробітництво між НАТО і Росією.

### Російсько-грузинська війна 2008 та визнання Росією сепаратистських республік
Відносини між Росією і НАТО напружилися влітку 2008 року внаслідок вторгнення Росії до Грузії і початку повномасштабної війни. Пізніше Північноатлантична рада засудила Росію за визнання регіонів Грузії, Південної Осетії і Абхазії, незалежними державами. Генеральний секретар НАТО заявив, що визнання Росією Абхазії і Південної Осетії порушує численні резолюції Ради Безпеки ООН, включаючи резолюції, схвалені Росією. Росія, своєю чергою, наголошувала на тому, що визнання було прийнято виходячи з ситуації на місці та відповідало Статуту ООН, Гельсінськім угодам 1975 року та іншим фундаментальним міжнародно-правовим документам; російські ЗМІ активно підкреслювали нещодавній Косовський прецедент, щодо одностороннього проголошення незалежності.
Відносини ще більш погіршилися, коли у травні 2009 року НАТО видворило двох російських дипломатів, підозрюваних у шпигунстві. Також напруження зросло запланованими військовими навчаннями НАТО у Грузії, на які російський президент Дмитро Медведєв відповів:

«Заплановані навчання НАТО в Грузії — як би не намагалися переконати нас в зворотному — є відвертою провокацією. Не можна проводити навчання там, де була війна.»

Перед парламентськими виборами в Росії в 2011 році президент Дмитро Медведєв сказав, що якби Росія не почала війну у Грузії, НАТО б розширювалася й далі на схід.

## Сучасні відносини
У березні 2014 року відносини між Росією і НАТО загострилися через початок російсько-української війни: розв'язану Росією війну на Сході України й окупацію і анексію території Криму, яку Росія назвала «історично російською». НАТО розцінив це як загрозу суверенітету України зокрема, і як загрозу європейській безпеці в цілому. 1 квітня на зустрічі міністрів закордонних справ країн-членів НАТО в Брюсселі альянс оголосив про припинення цивільного та військового співробітництва з Росією.

### Ставлення російських політиків до НАТО

#### Володимир Путін
У березні 2000 року В. Путін в інтерв'ю BBC завив, що не уявляє Росію ізольованою від Європи, а тому не виключає можливості її вступу до НАТО і виступає за співпрацю Росії з НАТО. На початку 2000 року Путін звертався до Президента США з проханням прийняти Росію до НАТО  [Архівовано 3 липня 2014 у Wayback Machine.]. Того ж року Путін зустрівся з Біллом Клінтоном, держсекретарем Мадлен Олбрайт та радником по національній безпеці Бергером та запитав у них, якою була б реакція Заходу, якщо Росія висловила б бажання вступити в НАТО ? Вступ Росії до НАТО був досить вигідним, адже Росія тоді мала б право вето і це завадило б альянсу приймати рішення, які Росії б не сподобались. У 2001 році Джордж Буш вимагає, щоб Росія дозволила створити бази в Узбекистані та Киргизстані, на що Путін погоджується. Буш пообіцяв, що бази будуть тимчасовими. 16 липня того ж року Путін заявив, що НАТО треба розпустити, або прийняти туди Росію.
28 травня 2002 року Путін виступив на саміті Росія — НАТО в Римі.
28 січня 2005 року В. Путін заявив, що вибір на користь НАТО був правильним, але він відмітив, що позиції Росії та НАТО збігаються не у всьому.
У 2007 році Путін підписав договір № 410940-4 з НАТО, який дозволяє НАТО проводити операції на території Росії у випадку народних хвилювань і техногенних катастроф і проводити в ній військові операції.
У 2008 році Путін виступив на саміті НАТО в Бухаресті. Путін заявив, що на північній Україні одні росіяни, а Крим Україна просто отримала рішенням Політради ЦК КПСС. У квітні того ж року Путін сказав Д. Бушу, що Україна — це взагалі не держава і пригрозив, що у випадку вступу до НАТО Україна може втратити своє існування як єдина держава про це він заявив на закритому засіданні ради Росія — НАТО.
21 листопада 2013 року Путін заявив, що Росія не проти євроінтеграції України, але проти її вступу до НАТО.
17 квітня 2014 року Путін заявив, що Генеральний секретар НАТО А. Ф. Расмуссен таємно записав їхню розмову на диктофон і це було, коли він ще не був Генсеком. У липні того ж року Путін заявив, що зміцнює російські війська в анексованому Криму, у зв'язку з активізацією НАТО біля російських кордонів. 10 вересня Путін заявив, що конфлікт на Донбасі використовується для реанімації НАТО.

#### Володимир Жириновський
10 жовтня 2008 року скандальний російський політик В. Жириновський заявив, що Україна та Грузія запізнилися зі вступом в НАТО. Того ж року він заявляв, що НАТО ніколи не проміняє Росію на сто Україн та двісті Грузій. 9 грудня того ж року він заявив, що НАТО сто разів розпадеться, ніж Україна туди вступить.
У 2010 році Жириновський заявив, що Росії треба вступити в НАТО, а Росія більше ні з ким ніколи не воюватиме і на Росію ніхто не нападе.
У 2011 році Жириновський назвав дії НАТО — «злочином проти народу Лівії», і обізвав їх вбивцями та злочинцями. Крім того, він відправив лист до Генерального секретаря НАТО з вимогою припинити операцію у Лівії і назвав НАТО «варварами».
У 2012 році Жириновський заявив, що Росія допомагатиме Євросоюзу лише за умови повного розпаду НАТО, на що Путін відповів, що це нереалістично, але правильно, бо блок НАТО «нікому не потрібен». Того ж року він заявив, що конфлікт у Сирії «штучно розпалюють США та НАТО».
У 2013 році Жириновський погрожував окупацією Прибалтики. Ці погрози Генерального секретаря НАТО зовсім не налякали.
У 2014 році Жириновський заявив, що рішення про початок Третьої світової війни вже прийнято і Росія буде змушена влаштувати кроваві бомбардування й знищити Прибалтику та Польщу. Того ж року МЗС Польщі було викликано російського посла, через заяви Жириновського про знищення Польщі.

#### Борис Єльцин
1994 року Росія стала першою державою, яка приєдналася до «Партнерства заради миру».
27 травня 1997 року у Парижі відбулася зустріч лідерів країн — членів НАТО з Президентом Росії Б. Єльциним, на котрій було підписано акт, який підкреслив їхній рішучий настрій «разом будувати міцний мир в євроатлантичному регіоні на принципах демократії й безпеки, що базується на співпраці». Він намітив мету співпраці в таких областях, як миротворчість, контроль над зброєю, боротьба з тероризмом, наркоманією, захист розгорнутих групувань від ракетних ударів.

#### Російська опозиція

##### Борис Нємцов
У 2014 році Б. Нємцов заявив, що своєю агресивною політикою Путін розпочав холодну війну із Заходом та Україною, а український народ все більше дивиться в бік НАТО. Він заявив, що при такому стані речей військові бази з танками НАТО можуть з'явитися під Харковом, а можуть увійти і в Білорусь. У вересні того ж року Нємцов сказав, що Путін абсолютний лузер, він хотів послабити Північноатлантичний альянс, а НАТО лише посилюється, військові бюджети західних країн ростуть.

##### Гаррі Каспаров
Російський опозиціонер, колишній чемпіон світу з шахів Гаррі Каспаров у 2011 році закликав Захід виступити проти Росії і діяти з позиції сили, як, наприклад, у Лівії. Про це він заявив, виступаючи на конференції у Вашингтоні. Він вважає, що виправити ситуацію, яка склалася, можна лише з допомогою західних союзників.
У 2014 році заявив, що Україні для перемоги над російським агресором потрібна військова допомога. Він вважає, що якщо НАТО відмовиться направляти в Україну легальну зброю, це стане новим «зеленим світлом» для Президента РФ В. Путіна. Крім того, Каспаров жорстко розкритикував дії Президента США Б. Обами.

##### Валерія Новодворська
3 березня 2014 року російська опозиціонерка В. Новодворська заявила, що Путіна може зупинити лише втручання військових сил НАТО та військовий супротив.

#### Церква

##### Патріарх Кирило
Під час свого візиту в Україну 2009 року Патріарх московський Кирило заявив, що Україна не готова до вступу в НАТО. Крім того, він засудив плани України зблизитися з НАТО.
У 2010 році питання відносин України та НАТО американські посли обговорювали з Патріархом Кирилом та російським письменником О. Солженіциним.
2 березня 2014 року Патріарх заявив, що російські військові в Україні — «миротворці» і їхня «місія» в тому, щоб гарантувати жителям України право на самостійний вибір і висловив сподівання, що Україна не буде чинити опір.

#### Ставлення росіян до НАТО
Як союзника Росії НАТО сприймають деякі. А в тому, що розширення блоку на схід становить небезпеку для країни, більшість населення не сумнівається. Всеросійський центр вивчення громадської думки (ВЦВГД) представляє дані про те, чим, на думку росіян, є НАТО для Російської Федерації і чи представляє загрозу розширення блоку на схід для Росії. Сьогодні у росіян немає однозначної думки про те, чим є НАТО для країни. 34 % опитаних переконані, що блок представляє загрозу безпеці Росії, стільки ж респондентів вважають, що реальної небезпеки від НАТО немає, однак і союзником країни ця організація не є. Як і раніше в меншості ті, хто називає НАТО партнером Росії. У тому, що від НАТО виходить загроза для країни, впевнені, перш за все, прихильники «Справедливої Росії» (47 %), КПРФ (42 %) і непарламентських партій (46 %), а також москвичі і петербуржці (53 %). Не бачать небезпеки з боку Північноатлантичного альянсу жителі малих міст (41 %). Розширення НАТО на схід і раніше турбує велику частину населення: 59 % опитаних вважають, що це становить загрозу безпеці Росії. Це думка особливо характерна для прихильників «Справедливої Росії» (79 %), москвичів і петербуржців (73 %), росіян віком 50-60 років і старше (62-65 %). Водночас за останні два роки більше стало тих, хто впевнений у тому, що розширення НАТО на схід не загрожує нашій країні (з 15 до 21 %). Ця позиція властива електоратові непарламентських партій (26 %) і 25-34-річним респондентам (по 26 %).
Ініціативний всеросійське опитування ВЦВГД проведено 22-23 жовтня 2011 року. Було опитано понад 1600 осіб в 138 населених пунктах в 46 областях, краях і республіках Російської Федерації. Статистична похибка не перевищує 3,4 %.

##### Статистика
Згідно з соцопитуванням, яке проводилося у 2009 році, до НАТО негативно ставилися 58 % росіян.
У 2011 році 37 % росіян назвали НАТО «військовим блоком», 11 % «міжнародним союзом». Кожен десятий росіянин вважає НАТО «агресивною організацією», 10 % називають блок «американською організацією», і лише 4 % — миротворчою, 50 % росіян ставляться до НАТО негативно, позитивно ставляться до НАТО 13 % росіян. Крім того 28 % росіян вважають, що головною метою НАТО є захист інтересів його членів — США та інших країн, 19 % — боротьба з міжнародним тероризмом.
```
                 
Як Ви вважаєте, чим є сьогодні для Росії блок НАТО?
 (за роками)
```

|                                                                    | 2003 | 2005 | 2007 | 2009 | 2011 |
| Ця організація представляє серйозну загрозу безпеці Росії          | 21 % | 27 % | 34 % | 41 % | 34 % |
| НАТО не становить загрози для безпеки Росії, але не є її союзником | 40 % | 42 % | 42 % | 32 % | 34 % |
| НАТО зараз є партнером і союзником Росії                           | 17 % | 9 %  | 7 %  | 5 %  | 8 %  |
| Важко відповісти                                                   | 22 % | 22 % | 17 % | 23 % | 24 % |

```
                
Як Ви вважаєте, чим є сьогодні для Росії блок НАТО?
  (за підтримкою партій)
```

|                            | Усі опитані | «Справедлива Росія» | КПРФ | ЛДПР | «Єдина Росія» | Інші партії | Не ходять на вибори |
| НАТО є загрозою безпеці РФ | 34 %        | 47 %                | 42 % | 35 % | 28 %          | 46 %        | 30 %                |
| НАТО є нейтральним блоком  | 34 %        | 37 %                | 33 % | 34 % | 37 %          | 33 %        | 34 %                |
| НАТО є партнером Росії     | 8 %         | 4 %                 | 5 %  | 7 %  | 12 %          | 10 %        | 5 %                 |
| Важко сказати              | 24 %        | 12 %                | 21 % | 25 % | 24 %          | 10 %        | 31 %                |

```
       
Як Ви вважаєте, чи представляє розширення НАТО на схід загрозу безпеці Росії?
 (за роками)
```

|                  | 2009 | 2011 |
| Звісно, так      | 32 % | 26 % |
| Напевно, так     | 30 % | 33 % |
| Напевно, ні      | 13 % | 18 % |
| Звісно, ні       | 2 %  | 3 %  |
| Важко відповісти | 22 % | 21 % |

```
          
Як Ви вважаєте, чи представляє розширення НАТО на схід загрозу безпеці Росії?
 (за підтримки партій)
```

|                  | Усі опитані | «Справедлива Росія» | КПРФ | ЛДПР | «Єдина Росія» | Інші партії | Не ходять на вибори |
| Звісно, так      | 26 %        | 32 %                | 33 % | 32 % | 22 %          | 38 %        | 25 %                |
| Напевно, так     | 33 %        | 41 %                | 36 % | 34 % | 33 %          | 33 %        | 24 %                |
| Напевно, ні      | 18 %        | 15 %                | 13 % | 14 % | 20 %          | 18 %        | 20 %                |
| Звісно, ні       | 3 %         | 0 %                 | 3 %  | 2 %  | 3 %           | 3 %         | 3 %                 |
| Важко відповісти | 21 %        | 12 %                | 16 % | 18 % | 21 %          | 21 %        | 28 %                |

## Основа співробітництва
Керівництво співпрацею між Росією і країнами — членами НАТО здійснює РНР, а конкретніші програми розробляються підпорядкованими їй різноманітними робочими групами і комітетами. Щороку країни, які входять до складу РНР, узгоджують Річну робочу програму.
Серед головних галузей співпраці — боротьба з тероризмом, оборонна реформа, двостороннє військове співробітництво, підготовка представників Афганістану, Пакистану і країн Центральної Азії у галузі протидії наркотикам, ПРО на ТВД / захист від балістичних ракет, боротьба з піратством, управління в кризових ситуаціях, запобігання розповсюдженню ЗМЗ, спільне використання повітряного простору, планування на випадок надзвичайних ситуацій цивільного характеру, наукова співпраця та охорона довкілля.
РНР є форумом для розвитку постійного політичного діалогу з поточних питань безпеки, рамки якого було розширено. Нині він передбачає відвертий і конструктивний обмін думками з актуальних, іноді спірних, питань. Були проведені обговорення з таких тем, як ситуація на Балканах, в Афганістані, Грузії, Україні, Білорусі, Центральній Азії, на Близькому Сході, в Іраку і Лівії, а також відбувся обмін думками з таких питань, як трансформація НАТО, енергетична безпека, протиракетна оборона і Договір про звичайні Збройні сили в Європі (ДЗЗСЄ). Завдяки діалогу виникають ідеї практичного співробітництва, спрямовані на розв'язання проблем безпеки, спільних для Росії і НАТО.
З метою сприяння співпраці Росія відкрила при НАТО свою дипломатичну місію, а при двох вищих органах військового управління НАТО створені російські військові представництва. У Москві працює Інформаційне бюро НАТО, яке інформує російську громадськість про діяльність НАТО і роз'яснює переваги партнерства НАТО — Росія, тоді як Військова місія зв'язку НАТО сприяє підвищенню рівня прозорості та координації на військовому рівні.

## Головні напрями співробітництва

### Боротьба з тероризмом
У грудні 2004 року міністри закордонних справ РНР ухвалили План дій РНР у галузі боротьби з тероризмом. Він спрямований на удосконалення загальної координації дій і стратегічного керівництва співробітництвом РНР в цій галузі. Лідери РНР підкреслили важливість продовження співпраці в галузі протидії тероризму на саміті в Лісабоні у листопаді 2010 року і на зустрічі в Берліні у квітні 2011 року, коли міністрами закордонних справ РНР було ухвалено оновлений План дій в галузі боротьби з тероризмом. У березні 2012 року в штаб-квартирі НАТО відбулися перші цивільно-військові навчання з комп'ютерним моделюванням у галузі боротьби з тероризмом під егідою РНР.
У рамках РНР відбуваються регулярний обмін інформацією і поглиблені консультації щодо різних аспектів боротьби з тероризмом. Згідно з Ініціативою співробітництва у галузі спільного використання повітряного простору (див. нижче) було розроблено систему обміну інформацією для забезпечення прозорості повітряного руху і раннього оповіщення у разі виявлення сумнівних ситуацій в повітрі з метою запобігання терористичним нападам, таким як ті, що сталися 11 вересня у Сполучених Штатах Америки. У науково-технічній сфері ведеться робота за проєктом «СТАНДЕКС», який спрямований на розробку технології, що дозволить виявляти на відстані вибухові пристрої в громадському транспорті. На 2013 рік заплановано відповідні випробування. Протидія саморобним вибуховим пристроям є одним із важливих питань поточної роботи РНР.
Протягом останніх років низка кораблів російських ВМС були розгорнуті на підтримку військово-морської операції НАТО із протидії тероризму на Середземному морі «Активні зусилля».

### Ініціатива щодо спільного використання повітряного простору
Ініціатива співробітництва у галузі спільного використання повітряного простору, метою якої є запобігання можливому використанню терористами літаків як зброю, як це сталося під час терактів 11 вересня у Сполучених Штатах Америки, нині активно працює. Така система забезпечує прозорість повітряного руху і раннє оповіщення у разі підозрілих ситуацій у повітрі. Це сприяє прозорості, передбачуваності й оперативній сумісності в галузі управління повітряним рухом.
На основі реалізованого у 2005 році техніко-економічного обґрунтування було ухвалено детальні вимоги до системи і план проєкту. Це дало змогу здійснювати взаємний обмін даними щодо повітряного руху між центрами управління повітряним рухом у Росії і країнах НАТО. Впровадження проєкту в життя розпочалося у 2006 році, а в 2011 році система досягла необхідного оперативного потенціалу. Планується, що до середини 2012 року вона запрацює на повну силу, щойно в країнах-учасницях будуть виконанні національні процедури у галузі взаємної координації повітряного руху для протидії терористичним загрозам у повітрі. Таким чином Ініціатива офіційно набере чинності.

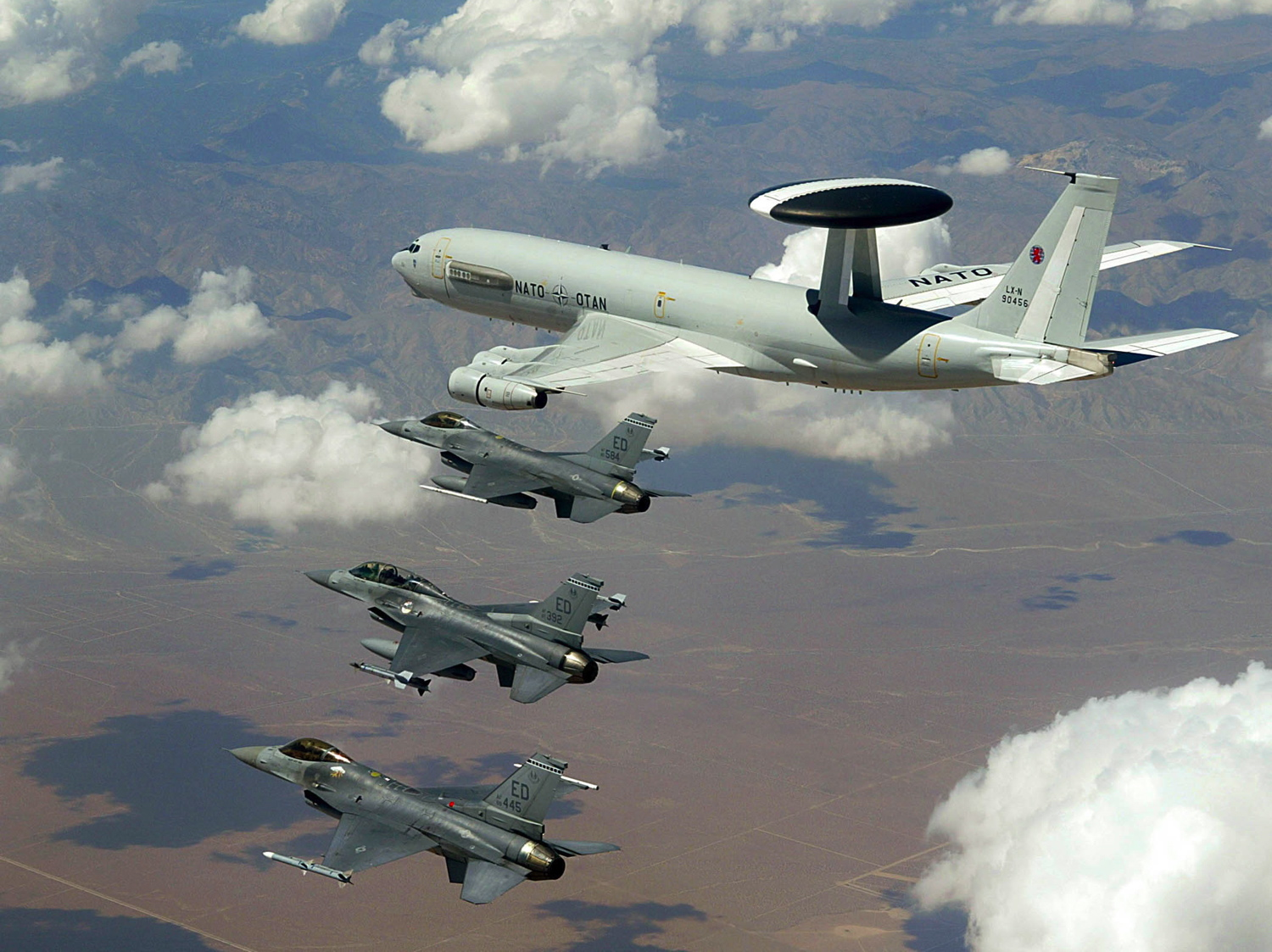
Літаки НАТО проводять політ у рамках програми «Пильне небо-2011»

Оперативну готовність нової системи було продемонстровано під час перших навчань із виконанням польотів у режимі реального часу у галузі боротьби з тероризмом «Пильне небо — 2011», які відбулися у червні 2011 року.
Загалом на реалізацію проєкту Ініціативи співробітництва в галузі спільного використання повітряного простору було виділено майже 10 мільйонів євро, зокрема, від таких країн, як Канада, Франція, Греція, Угорщина, Італія, Люксембург, Норвегія, Польща, Росія, Туреччина, Велика Британія та США. До проєкту можуть долучитися й інші країни. На даному етапі про свою зацікавленість заявили Фінляндія та Україна.
Реалізацією натовської частини проєкту керувало Агентство НАТО з питань консультацій, командування і управління (NC3A), а програмне забезпечення було закуплено у Євроконтролю. Реалізація російської частини системи здійснювалася на чолі з Державною корпорацією управління повітряним рухом під керівництвом Федеральної аеронавігаційної служби. Концерн «Алмаз-Антей» здійснив розробку і поставку російського сегмента системи.
Структурно Ініціатива співробітництва в галузі спільного використання повітряного простору складається із двох координаційних центрів, розташованих у Москві і Варшаві, та місцевих координаційних пунктів у Росії (Мурманськ, Калінінград, Ростов-на-Дону) і країнах-учасницях НАТО (Бодо (Норвегія), Варшава (Польща), Анкара (Туреччина)).

### Підтримка Міжнародних сил сприяння безпеці (МССБ) в Афганістані та Національної армії Афганістану
Навесні 2008 року Російська Федерація запропонувала спростити процедуру сухопутного транзиту російською територією невійськових вантажів, призначених для країн — учасниць МССБ в Афганістані — керованих НАТО сил, що діють за мандатом ООН. Аналогічні домовленості були досягнуті з іншими країнами, територією яких має здійснюватися транзит, що дало змогу в 2010 році відкрити важливий маршрут для постачання МССБ. На Лісабонському саміті керівники РНР узгодили поправки до домовленостей, досягнутих у 2008 році, що дозволить здійснювати транзитні перевезення вантажів зброї несмертельної дії в Афганістан і в зворотному напрямку. На Чиказькому саміті лідери держав — членів Альянсу схвалили прогрес, досягнутий щодо розробки домовленостей з партнерами у Центральній Азії та Росією, які дадуть змогу забезпечити зворотне перевезення з використанням різних видів транспорту, а саме: поєднання залізничного і повітряного перевезення для доставки обладнання і техніки для МССБ територією Росії.

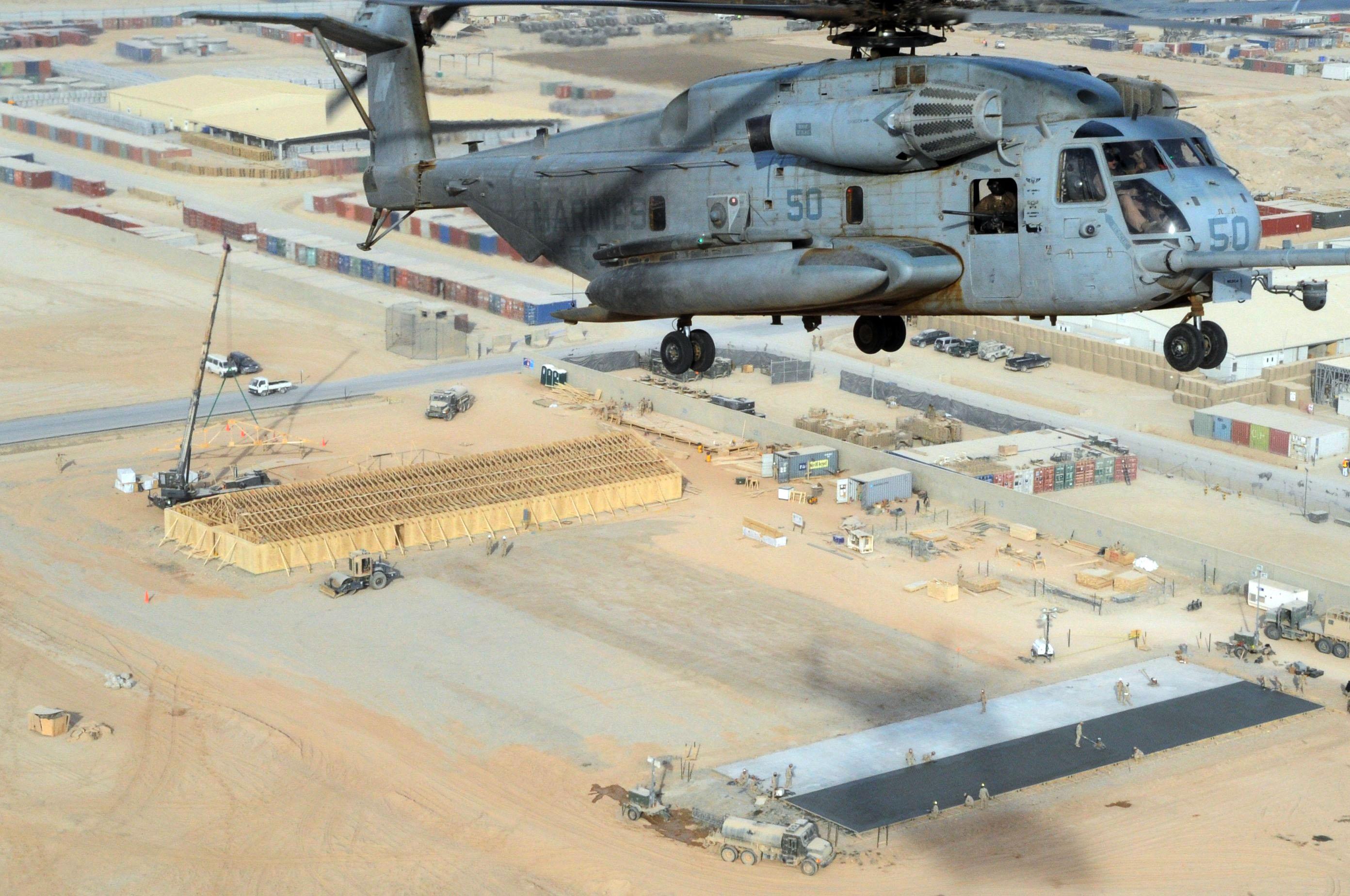
Табір Міжнародних сил сприяння безпеці

Під час Лісабонського саміту керівники РНР домовилися заснувати Цільовий фонд РНР з питань технічного обслуговування вертольотів, щоб допомогти Збройним силам Афганістану експлуатувати власний вертолітний парк. Проєкт, який офіційно було введено в дію у березні 2011 року, спрямований на забезпечення конче необхідного технічного обслуговування і ремонту вертолітної техніки, зокрема постачання запасних частин і технічної підготовки персоналу. Провідною країною в рамках проєкту є Німеччина, а Агентство НАТО з питань технічного обслуговування і постачання (NAMSA) є його виконавцем. Десять країн-донорів (Хорватія, Чехія, Данія, Німеччина, Італія, Люксембург, Нідерланди, Росія, Туреччина і США) внесли разом майже сім мільйонів доларів США як фінансовий внесок і 15 мільйонів доларів США у вигляді негрошових внесків для виконання цього проєкту Цільового фонду. В квітні 2012 року на базі ВАТ «Новосибірський авіаремонтний завод» в Росії розпочалася спеціальна підготовка персоналу афганських ВПС з експлуатації і технічного обслуговування вертольотів.
Підкреслюючи відданість обох сторін справі стабілізації Афганістану, Росію було запрошено взяти участь у розширеному засіданні країн — учасниць МССБ на саміті в Чикаго.

### Навчання співробітників правоохоронних органів Афганістану і Центральної Азії методам боротьби з незаконним обігом наркотиків
Пілотний проєкт РНР з питань підготовки співробітників правоохоронних органів Афганістану і країн Центральної Азії методам боротьби з незаконним обігом наркотиків був започаткований міністрами закордонних справ РНР у грудні 2005 року для сприяння протидії загрозі незаконного обігу афганських наркотиків. Мета проєкту — зміцнити місцевий потенціал і розвинути контакти і співробітництво на регіональному рівні завдяки обміну досвідом, накопиченим країнами-членами РНР, з працівниками правоохоронних органів середньої ланки з Афганістану, Казахстану, Киргизької Республіки, Таджикистану, Туркменістану та Узбекистану. У 2010 році до проєкту приєднався Пакистан.
Проєкт реалізується у співпраці з Управлінням Організації Об'єднаних Націй з боротьби з наркотиками і злочинністю. Це спільні зусилля багатьох країн РНР, таких як Бельгія, Болгарія, Канада, Чехія, Данія, Німеччина, Греція, Угорщина, Ісландія, Латвія, Люксембург, Нідерланди, Норвегія, Румунія, Росія, Словенія, Іспанія, Туреччина, Велика Британія, Сполучені Штати Америки та (з 2007 року) Фінляндія разом з країнами, на які спрямована допомога в рамках цієї ініціативи. Незабаром Україна стане другою країною — учасницею проєкту серед тих, що не входять до складу РНР.
Регулярні курси підготовки працівників правоохоронних органів Афганістану і Центральної Азії проводяться в одному з чотирьох спеціалізованих центрів у Росії, Туреччині чи Сполучених Штатах Америки. Водночас у кожній із шести країн-учасниць проводяться мобільні курси. На Лісабонському саміті керівники країн РНР погодилися розширити масштаби проєкту з метою сприяння розбудові власного потенціалу цих країн щодо запобігання незаконному обігу наркотиків. Станом на квітень 2012 року навчання на курсах в рамках проєкту РНР пройшли майже дві тисячі посадовців.

### Протиракетна оборона на театрі— захист від балістичних ракет
Співробітництво в галузі ПРО на театрі військових дій (ТВД) між НАТО і Росією триває ось уже багато років. Необхідність у ньому зумовлена підвищеним ризиком розповсюдження високоточних балістичних ракет, які наражають на небезпеку діючі угруповання військ. У 2003 році було розпочато аналіз імовірних рівнів оперативної сумісності систем ПРО Росії і країн НАТО на ТВД.
Було проведено три командно-штабні навчання: перші — в США у березні 2004 року, другі — в Нідерландах у березні 2005 року і треті — в Росії у жовтні 2006 року. У січні 2008 року на території Німеччини відбулися комп'ютерні навчання. Разом із вивченням питань оперативної сумісності ці навчання повинні забезпечити підґрунтя для підвищення рівня оперативної сумісності в майбутньому і розробити механізми і порядок дій у разі проведення спільних операцій в галузі ПРО на ТВД.

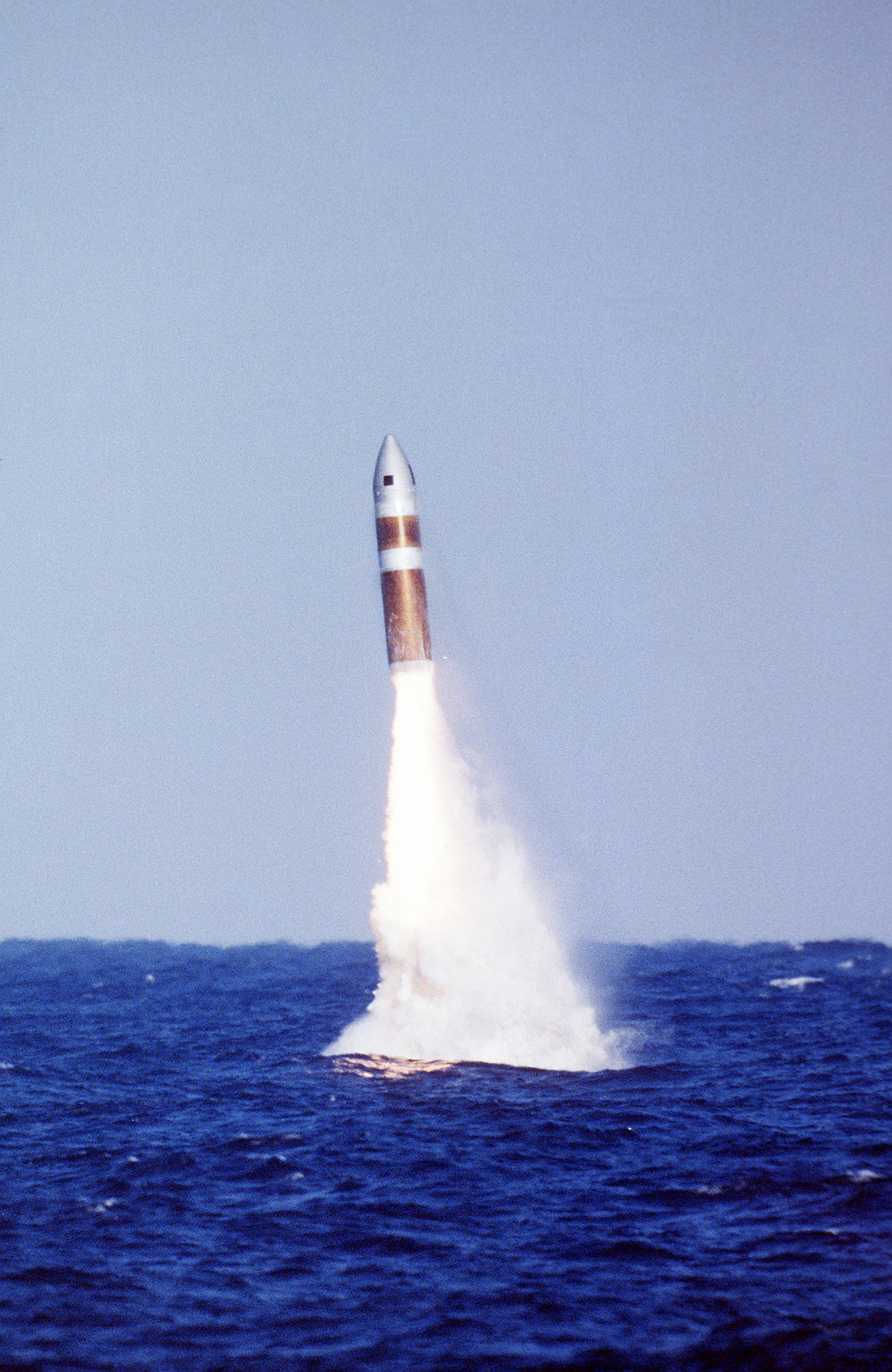
Запуск балістичної ракети

У грудні 2009 року створено Робочу групу РНР з ПРО, якій було доручено узагальнити попередній досвід співробітництва в галузі ПРО на ТВД і обмінятися думками щодо імовірного взаємовигідного співробітництва з питань ПРО, заснованих на спільній оцінці загроз ракетного нападу.
На Лісабонському саміті керівники РНР ухвалили спільну оцінку загрози ракетних нападів і домовилися обговорити подальше співробітництво в галузі ПРО. Вони вирішили відновити співробітництво з ПРО на ТВД і провести спільний аналіз майбутніх рамок співробітництва в галузі ПРО.
Хоча з питань протиракетної оборони між сторонами досі є розбіжності, обговорення тривають. Під час зустрічі у Чикаго лідери країн НАТО підкреслили, що плани Альянсу зі створення протиракетного потенціалу не спрямовані проти Росії і не зашкодять політиці Росії в галузі стратегічного стримування. Система ПРО НАТО покликана забезпечувати захист від потенційних загроз, що можуть походити ззовні євроатлантичного регіону. Висловлюючи жаль з приводу періодичних заяв російської сторони і заходів, спрямованих на недопущення створення системи ПРО НАТО, країни Альянсу схвалюють готовність Росії до продовження діалогу щодо пошуку шляху для розвитку подальшого співробітництва в галузі протиракетної оборони.
НАТО має намір співпрацювати з Росією в рамках РНР щодо пошуку шляхів взаємодії між паралельними системами ПРО НАТО і Росії в інтересах підвищення європейської безпеки. Союзники очікують на створення Центру об'єднання даних у галузі ПРО НАТО — Росія і спільного Центру планування операцій НАТО — Росія, як було запропоновано. Вони також пропонують розробити новий режим прозорості на основі регулярного обміну інформацією про наявний потенціал сторін у галузі протиракетної оборони.

### Нерозповсюдження зброї масового знищення і контроль над озброєннями
Під егідою РНР розвивається діалог щодо зростаючого кола питань, пов'язаних із нерозповсюдженням зброї масового знищення (ЗМЗ). Було розроблено конкретні рекомендації для посилення чинних механізмів нерозповсюдження, проведено кілька різнобічних дискусій і семінарів на експертному рівні для вивчення можливостей практичного співробітництва у галузі захисту від ядерної, біологічної та хімічної зброї. У рамках РНР ведеться робота для оцінки глобальних тенденцій розповсюдження ЗМЗ і засобів її доставки, а також аналізу галузей, в яких країни РНР могли б вести спільну роботу на політичному рівні для сприяння дієвому багатосторонньому контролю над озброєннями, роззброєнням і нерозповсюдженням.
РНР також є форумом для ведення відвертих обговорень з питань, що стосуються контролю над звичайними озброєннями, як, наприклад, Договір про Звичайні збройні сили в Європі (ЗЗСЄ), Договір «Відкрите небо» і заходи зміцнення довіри і безпеки. Пріоритетом усіх країн РНР є поступ до ратифікації Адаптованого договору щодо ЗЗСЄ. Країни НАТО висловили занепокоєння з приводу ухваленого Росією рішення в грудні 2007 року в односторонньому порядку призупинити участь у Договорі. Попри суперечності щодо цього питання, важливо відзначити, що країни — члени НАТО готові домагатися ратифікації Адаптованого договору. У рамках РНР, а також під егідою Організації з безпеки та співробітництва в Європі (ОБСЄ) нині тривають переговори з Росією щодо того, як досягти цієї мети.
На Лісабонському саміті керівники РНР наголосили, що вони рішуче виступають за відновлення і модернізацію режиму контролю над звичайними озброєннями в Європі і готові продовжувати діалог з питань контролю над озброєннями, роззброєння і нерозповсюдження, в яких зацікавлена РНР. У грудні 2011 року на 7-й оглядовій конференції з питань Конвенції з біологічної і токсичної зброї РНР ухвалила спільну заяву з цього питання.

### Питання ядерної зброї
Фахівці з питань ядерної зброї розробили глосарій термінів і визначень, а також організували обмін думками щодо ядерних доктрин і стратегії.
Фахівці та інші представники Росії і країн — членів НАТО були присутні як спостерігачі на чотирьох навчаннях з питань реагування на ситуацію із застосуванням ядерних боєприпасів, які були проведені в Росії у 2004 році, на території Великої Британії — у 2005 році, в США — у 2006 році, та у Франції — в 2007 році. У продовження цих чотирьох заходів у червні 2011 року Росія і країни — члени НАТО також взяли участь у навчаннях із моделюванням реагування на надзвичайний стан, викликаний ядерним інцидентом. Участь фахівців у таких навчаннях сприяє підвищенню рівня прозорості, розвиває спільне розуміння порядку реагування на надзвичайну ситуацію із ядерною зброєю, а також формує упевненість у тому, що ядерні країни — члени НАТО (Франція, Велика Британія, США) і Росія повною мірою готові дієво відреагувати на будь-яку надзвичайну ситуацію, пов'язану із ядерною зброєю. Також проводилися семінари за участю експертів, на яких обговорювалися ядерна доктрина і стратегія (2005, 2009 і 2011 роки), досвід, набутий в результаті інцидентів із ядерною зброєю (2007 рік), і імовірні дії у разі виявлення саморобних ядерних або радіологічних пристроїв (2010 рік).

### Боротьба з піратством
Боротьба з піратством є однією з основних сфер загальної зацікавленості, що визначені у Спільному аналізі загальних викликів безпеці у XXI столітті, затвердженому в Лісабоні у листопаді 2010 року. На тактичному рівні співпраця між кораблями ВМС НАТО і Росії розвивається з кінця 2008 року.
НАТО і Росія домовилися вивчити шляхи зміцнення співпраці у боротьбі з піратством в рамках Робочої програми Ради НАТО — Росія (РНР) на 2012 рік. Розвиваючи успіх поточної військово-тактичної співпраці в районі Африканського Рогу, вони прагнуть до поглиблення обміну інформацією і координації й розглядають можливості надання взаємної підтримки в таких галузях, як дозаправлення та медична допомога суднам, що беруть участь у боротьбі з піратством.

### Військове співробітництво
З моменту започаткування РНР були посилені механізми військового зв'язку і взаємодії, як при Командуваннях ОЗС НАТО з питань операцій і трансформації, так і в Москві. Основна мета військового співробітництва — зміцнення довіри, впевненості і прозорості, а також поліпшення здатності військ НАТО і Росії взаємодіяти під час підготовки до імовірних спільних військових операцій.
Військове співробітництво відновилося після його тимчасового призупинення внаслідок кризи в Грузії у серпні 2008 року. Робочий військовий план на 2011 рік було зосереджено на таких узгоджених сторонами напрямах співробітництва: матеріально-технічне забезпечення, боротьба з тероризмом, пошук і рятування на морі, боротьба з піратством, система ПРО на ТВД, обміни у галузі військової освіти — та інших заходах військового співробітництва.
У червні 2005 року міністри оборони країн РНР ухвалили «Політико-військові керівні вказівки щодо підвищення рівня взаємосумісності між підрозділами Росії і країн — членів НАТО».
Ще один важливий документ — це Угода про статус збройних сил в рамках програми ПЗМ, підписана Росією в 2004 році і ратифікована Державною Думою РФ у травні 2007 року. Ця угода має на меті сприяти двосторонньому військовому співробітництву і практичному співробітництву в інших напрямах, зокрема щодо здійснення передислокації військ для участі у спільних військових операціях і військових навчаннях.

### Пошук і рятування екіпажів аварійних підводних човнів
Співпраця в галузі пошуку і рятування екіпажів аварійних підводних човнів посилилася після підписання в лютому 2003 року відповідної рамкової угоди.

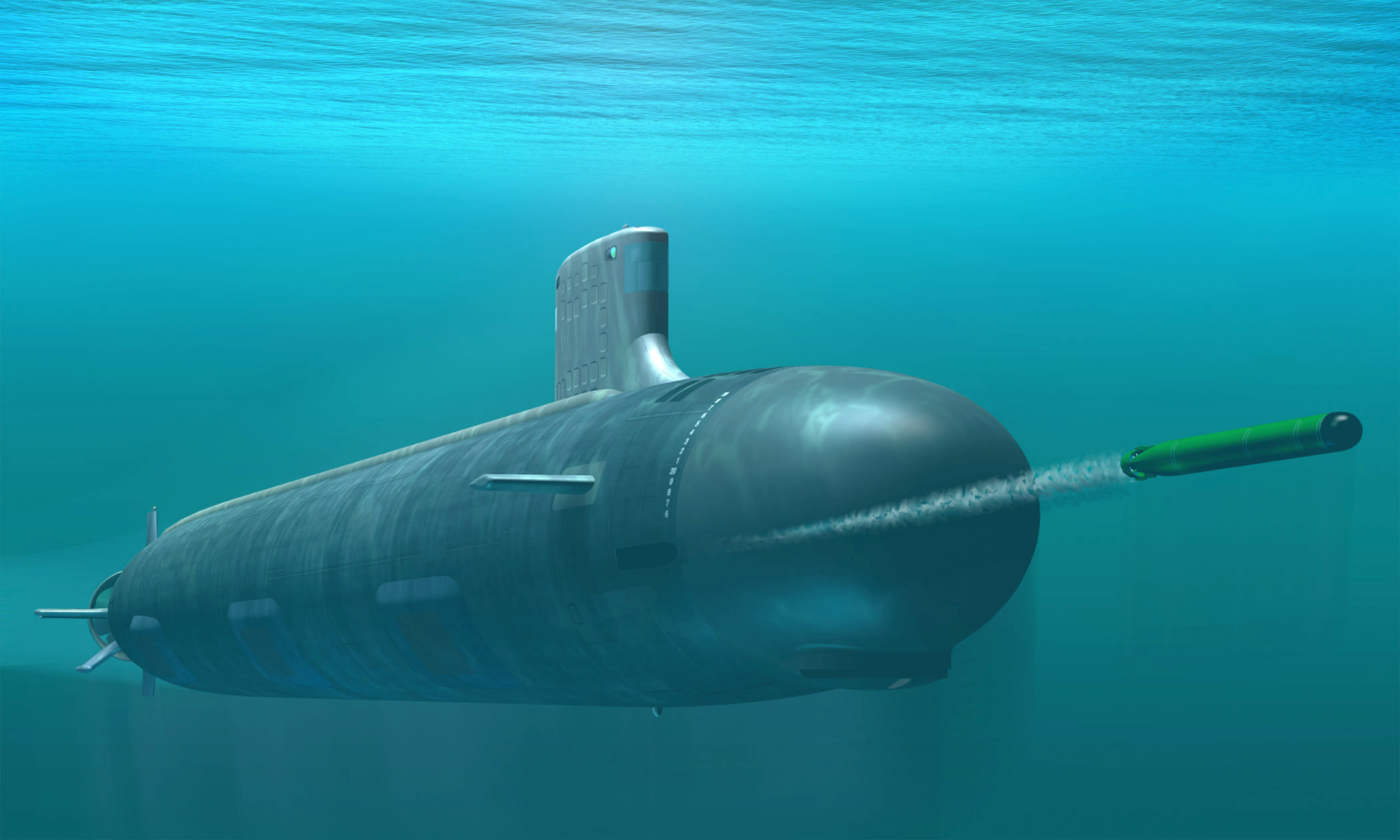
Підводний човен ВМС США «Вірджинія» під час навчань

У 2008 році підводний човен «Алроза» ВМС Росії вперше взяв повноцінну участь у навчаннях із пошуку та рятування на морі під проводом НАТО «Хоробрий монарх — 2011» біля берегів південної Іспанії, що проходили у період з 30 травня до 10 червня 2011 року. Крім «Алрози», у навчаннях взяли участь три російських кораблі — корабель порятунку підводних човнів, суднопідйомний корабель і корабель для підйому важких вантажів.
Раніше, у червні 2005 року, Росія взяла участь у навчаннях НАТО «Сорбет роял». Досвід і контакти, набуті під час навчань, сприяли успіху реальної рятувальної операції у серпні 2005 року поблизу берегів російського півострова Камчатка. Росія також взяла участь у навчаннях «Хоробрий монарх — 2008».

### Управління в кризових ситуаціях
Росія і НАТО мають тривалу історію співробітництва у галузі врегулювання кризових ситуацій. Фактично з 1996 до 2003 року Росія була однією із країн — нечленів НАТО, яка виділила найбільший за чисельністю військовий контингент для участі в миротворчих операціях під егідою НАТО. Тісне співробітництво на Балканах відіграло важливу роль у поліпшенні відносин і зміцненні довіри між Збройними силами Росії та країн — членів НАТО.
Починаючи з 2002 року, РНР зробила кроки для зміцнення майбутнього співробітництва в цьому напрямі, зокрема, завдяки затвердженню у вересні 2002 року «Політичних аспектів загальної концепції спільних миротворчих операцій військ НАТО і Росії». У документі досліджено спільні підходи, запроваджено рамки для консультацій, планування і ухвалення рішень у разі кризи. В ньому також окреслені питання спільної підготовки і військових навчань. Усі ці положення було випробувано під час процедурних навчань, проведених у три етапи в період з травня 2003 року до вересня 2004 року.

### Прозорість, стратегія і реформа в оборонній галузі
З метою зміцнення взаємної довіри і прозорості ведеться діалог в галузі різних питань доктрини, стратегії і політики, які стосуються оборонної реформи, ядерної зброї, а також розбудови збройних сил та їхньої організації.
Ініціативи в галузі оборонної реформи, які висувалися в минулому, були зосереджені на розвитку збройних сил, управлінні людськими та фінансовими ресурсами, реформі оборонної промисловості, управлінні наслідками оборонної реформи і аспектах боротьби з тероризмом, що пов'язані з обороною. В рамках практичного співробітництва між Росією та НАТО у 2011 році лінгвісти з Росії та країн НАТО завершили роботу над термінологічним глосарієм, який сприяв зміцненню взаєморозуміння у форматі РНР.
Із 2002 до 2008 року Центр соціальної адаптації « НАТО — Росія» допомагав колишнім російським військовослужбовцям адаптуватися до цивільного життя завдяки наданню інформації щодо пошуку роботи і соціальної адаптації, організації курсів професійної підготовки для слухачів, наданню послуг із працевлаштування, проведенню курсів англійської мови і курсів управління малими і середніми підприємствами. Центр почав роботу в липні 2002 року у Москві. Поступово його діяльність було поширено на регіони. За час дії проєкту перепідготовку пройшли майже 2820 колишніх військовослужбовців Збройних сил Росії, причому понад 80 відсотків слухачів змогли працевлаштуватися на цивільних посадах завдяки проходженню перепідготовки або за допомогою Відділів працевлаштування Центру.

### Оборонно-промислове співробітництво
Комплексне «Дослідження співробітництва між Росією і НАТО в галузі оборонної промисловості, досліджень і технологій», розпочате в січні 2005 року і завершене в 2007 році, дійшло висновку, що поєднання науково-технологічних можливостей сторін відкриває можливості для більш ефективного реагування на глобальні загрози.

### Матеріально-технічне забезпечення
Матеріально-технічне забезпечення є стрижнем будь-якої військової операції. Умови сьогоднішнього середовища безпеки диктують необхідність в мобільніших військах, а для успіху багатонаціональних операцій слід прагнути кращої узгодженості та, за можливістю, об'єднання ресурсів. Співробітництво в галузі матеріально-технічного забезпечення здійснюється в рамках різних ініціатив як у військовій, так і цивільній галузі.
Зустрічі і семінари по лінії НАТО — Росія були присвячені створенню міцного підґрунтя для взаєморозуміння в галузі матеріально-технічного забезпечення шляхом обміну інформацією в таких напрямах, як підходи, принципи, структури матеріально-технічного забезпечення, а також узагальнення досвіду. Вивчаються можливості практичної взаємодії в таких галузях, як повітряний транспорт, дозаправлення літаків у повітрі, медичне забезпечення й очищення води. Таке співробітництво розширюється з метою вивчення можливостей і поліпшення взаємосумісності для забезпечення майбутніх операцій.

### Надзвичайні ситуації цивільного характеру
Із 1996 року НАТО і Росія співпрацюють над створенням механізму спільних дій для реагування на надзвичайні ситуації цивільного характеру, як, наприклад, землетруси і повені, а також над координацією прогнозування і запобігання природним лихам і катастрофам, перш ніж вони стануться. Крім того, саме за пропозицією Росії у 1998 році був заснований Євроатлантичний центр координації реагування на катастрофи, який узгоджує дії всіх країн РЄАП у разі природних лих та катастроф (йдеться про 28 країн — членів НАТО та 22 країни-партнера).
Одним із основних напрямів співробітництва під егідою РНР в цій галузі є розбудова потенціалу щодо ліквідації наслідків терористичних нападів. На території Росії двічі проводилися навчання із відпрацювання дій на випадок природного лиха чи катастрофи (м. Богородськ, 2002 рік, м. Калінінград, 2004 рік). Інші подібні навчання відбулися на території Італії в 2006 році. Вони допомогли розробити конкретні рекомендації у галузі ліквідації наслідків надзвичайних ситуацій. Інші командно-штабні навчання із відпрацювання дій на випадок ліквідації наслідків надзвичайних ситуацій відбулися у Норвегії в 2010 році. Поточна робота спрямована на зниження рівня ризику, розвиток потенціалу та співробітництво у галузі цивільної оборони і ліквідації наслідків потенційних надзвичайних ситуацій під час масових заходів.

### Нові загрози і виклики
Науково-технічне співробітництво між НАТО і Росією розпочалося у 1998 році. За цей тривалий час, що існують наукові програми НАТО, які покликані зміцнювати співробітництво і спільну науково-дослідницьку роботу вчених з країн НАТО і держав-партнерів, російським вченим було вручено найбільшу кількість грантів серед держав-партнерів.
Під егідою комітету РНР в рамках програми «Наука заради миру та безпеки» проводиться перспективна робота із протидії новим загрозам і викликам завдяки поточному співробітництву в галузі науки й охорони довкілля. Серед основних напрямів співробітництва — виявлення вибухівки (як, наприклад, проєкт «СТАНДЕКС», про який йшлося вище), захист від хімічних, біологічних, радіологічних та ядерних речовин, кібербезпека, психологічні наслідки тероризму, безпека на транспорті, вплив військової діяльності на довкілля, екологічна безпека, екотероризм, а також прогнозування і запобігання природним лихам і катастрофам.

## Рада Росія— НАТО

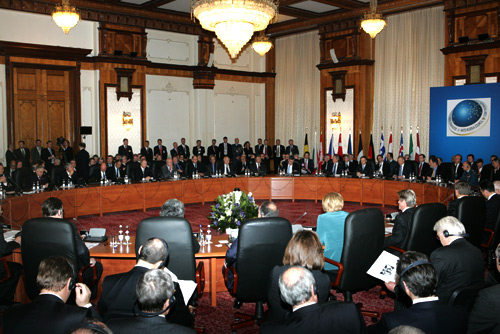
Засідання ради НАТО-Росія в Бухаресті, Румунія, 4 квітня 2008 року

Рада Росія — НАТО, заснована у 2002 році, є механізмом для проведення консультацій, досягнення консенсусу, співробітництва, спільних рішень і спільних дій. У рамках Ради НАТО-Росія окремі країни — члени НАТО і Росія як рівноправні партнери опрацьовують широкий спектр питань безпеки, що представляють спільний інтерес.
Після непропорційних військових дій Росії у Грузії у серпні 2008 року Альянс призупинив проведення офіційних засідань Ради НАТО-Росія і співробітництво у деяких напрямах на той час, доки розглядалися наслідки дій Росії для відносин між Росією і НАТО. Співробітництво тривало по основних напрямах, що представляли спільний інтерес — таких, як боротьба з наркотиками і тероризмом. Рішення про відновлення офіційних засідань і практичного співробітництва було прийнято у березні 2009 року.
Раду НАТО-Росія було створено на саміті НАТО-Росія у Римі 28 травня 2002 року Декларацією «Відносини Росія-НАТО: нова якість». Римська Декларація основана на цілях і принципах Основоположного акта про взаємовідносини, співробітництво і безпеку між Організацією Північноатлантичного договору і Російською Федерацією 1997 року, який залишається офіційною основою взаємин між Росією і НАТО.
Призначення РНР — служити головною структурою і місцем для просування відносин між НАТО і Росією. Діючи на основі консенсусу, Рада прагне сприяти безперервному політичному діалогу з питань безпеки для раннього розпізнавання проблем, що виникають, визначення спільних підходів, розвитку практичного співробітництва і проведення спільних операцій залежно від обставин.
Роботу під проводом Ради НАТО-Росія зосереджено на всіх сферах, що представляють спільний інтерес, визначених у Основоположному акті. Нові напрями можуть бути додані до порядку денного РНР за взаємною згодою її членів.
РНР замінила Постійну спільну раду — форум для консультацій і співробітництва, створений Основоположним актом Росія-НАТО 1997 року. У рамках РНР Росія і країни — члени НАТО зустрічаються як рівні у форматі «29» замість двостороннього формату «НАТО+1», що практикувався у рамках Постійної спільної ради.

### Учасники
До складу РНР входять 28 країн — членів НАТО і Росія. На засіданнях РНР головує Генеральний секретар НАТО.
Зазвичай засідання РНР проводяться щомісяця на рівні послів і військових представників, двічі на рік на рівні міністрів закордонних справ, міністрів оборони і начальників Генеральних штабів збройних сил та час від часу на вищому рівні.
Члени РНР, виходячи зі своїх національних зобов'язань, узгоджених з їхніми відповідними колективними зобов'язаннями і обов'язками, приймають спільні рішення і несуть рівну відповідальність — кожен окремо і всі разом — за реалізацію цих рішень.

### Робота РНР
З моменту свого заснування РНР розвинулася у продуктивний механізм для проведення консультацій, вироблення консенсусу, співробітництва, спільних рішень і спільних дій.
У рамках РНР було сформовано низку робочих груп і комітетів для розвитку співробітництва з питань тероризму, розповсюдження ЗМЗ, миротворчості, протиракетної оборони на театрі воєнних дій, управління використанням повітряного простору, надзвичайних ситуацій цивільного характеру, оборонної реформи, тилового і матеріально-технічного забезпечення та наукового співробітництва, зосередженого на нових загрозах і проблемних завданнях. Фахівцям було поставлено завдання забезпечити просування роботи над окремими проєктами в інших основних сферах.
Важливим нововведенням у РНР є Підготовчий комітет, засідання якого відбуваються принаймні двічі на місяць з метою підготовки обговорень на рівні послів і загального нагляду за усією діяльністю фахівців під егідою РНР.
Критичний перегляд діяльності РНР було здійснено навесні 2006 року. Країни — члени РНР проаналізували успіхи і досягнення, а також проблемні завдання, визначені в процесі реалізації порядку денного РНР. На цій основі міністри закордонних справ країн — членів НАТО і Росії на зустрічі у Софії у квітні 2006 року погодили комплекс пріоритетів і рекомендацій, якими керуватиметься РНР у середньостроковій перспективі.
До загальних всеохопних пріоритетів входять: зміцнення політичного діалогу; посилення співробітництва у таких сферах, як оперативна взаємосумісність, оборонна реформа, боротьба з тероризмом і врегулювання кризових ситуацій; подальше поглиблення взаємної довіри, впевненості і прозорості щодо збройних сил країн — членів НАТО і Росії; визначення напрямів орієнтованого на результат співробітництва з питань нерозповсюдження; поглиблення громадської обізнаності щодо цілей, принципів і досягнень РНР, а також пошук належних ресурсів для підтримки спільних ініціатив Росії і НАТО.

## Ймовірне майбутнє відносин

### Загальна думка

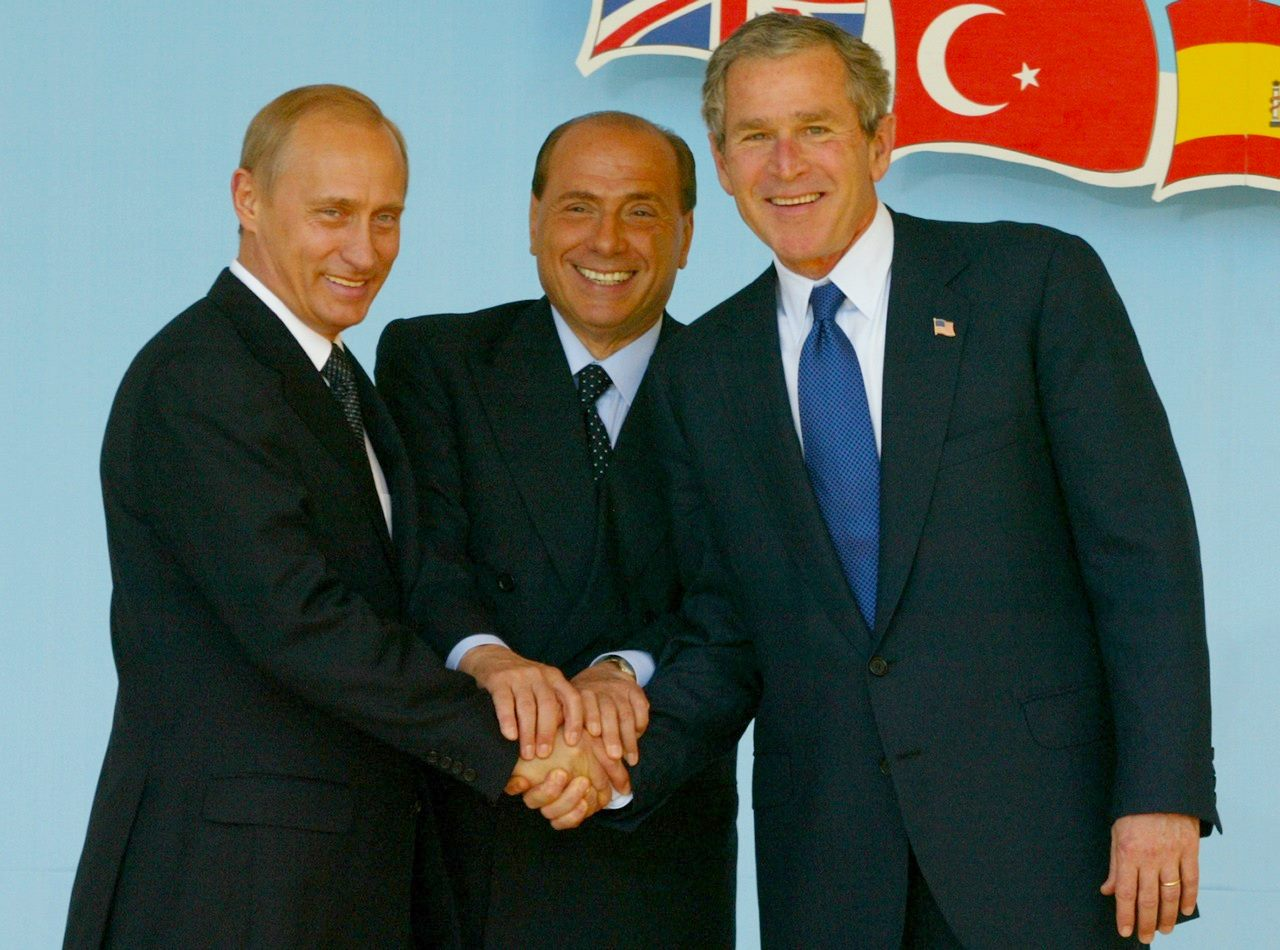
2002 р. Римський саміт

На початку XXI століття зміни в світовій політиці формуються під впливом складного переплетення і зіткнення різнорідних і різноспрямованих процесів. В цьому сенсі ми стикаємося з об'єктивними тенденціями світового розвитку.
За останні кілька років ми стали свідками безпрецедентних змін, що сталися на міжнародній арені. Світ кардинально змінився. Пішла в минуле епоха холодної війни, а разом з нею стали відживає і стереотипи мислення часів конфронтації — образ ворога, підозрілість, недовіра. Змінилися підходи керівників країн-членів НАТО, що формулюють загальний курс в рамках цієї організації. Вони стали краще усвідомлювати, що ми живемо в складному і взаємозалежному світі, що нам загрожують спільні виклики нового покоління, насамперед загроза міжнародного тероризму. Прийшов час і розуміння того, що глобальні ризики вимагають адекватних відповідей насамперед за допомогою об'єднання зусиль всього світового співтовариства, без чого, мабуть, неможливо ефективно забезпечити нашу загальну безпеку, яка, як показав час, неподільна. По суті, саме в цьому і полягає конструктивна база для розвитку взаємодії з НАТО в рамках багатовекторного співробітництва, на якому заснована зовнішня політика сучасної Росії.
Навесні 2014 року Росія здійснила військове вторгнення на територію України. 5 березня Генеральний секретар НАТО Андерс Фог Расмуссен після засідання Ради НАТО-РФ повідомив, що НАТО вирішило вжити невідкладних заходів щодо призупинення практичної військової співпраці із Росією: припинити планування спільної місії із Росією — морський супровід американського корабля з хімічною зброєю; не проводити ніяких зустрічей із Росією на цивільному та військовому рівні; переглянути співробітництво НАТО—Росія. У той же час НАТО інтенсифікуватиме партнерство з Україною.
На думку верховного головнокомандувача об'єднаними збройними силами НАТО в Європі, генерала Філіпа Брідлав Росія використовує механізм створення зони «замороженого конфлікту» для того, щоб не допустити ту чи іншу країну на сході Європи до зближення із Заходом. Він зокрема зазначив, що внаслідок окупації Криму Росією, альянс уже не сприймає її як партнера:
|  | «Ми були на етапі, коли намагалися зробити з Росії партнера. Але нині очевидно, що Росія поводиться радше як противник, аніж як партнер» |

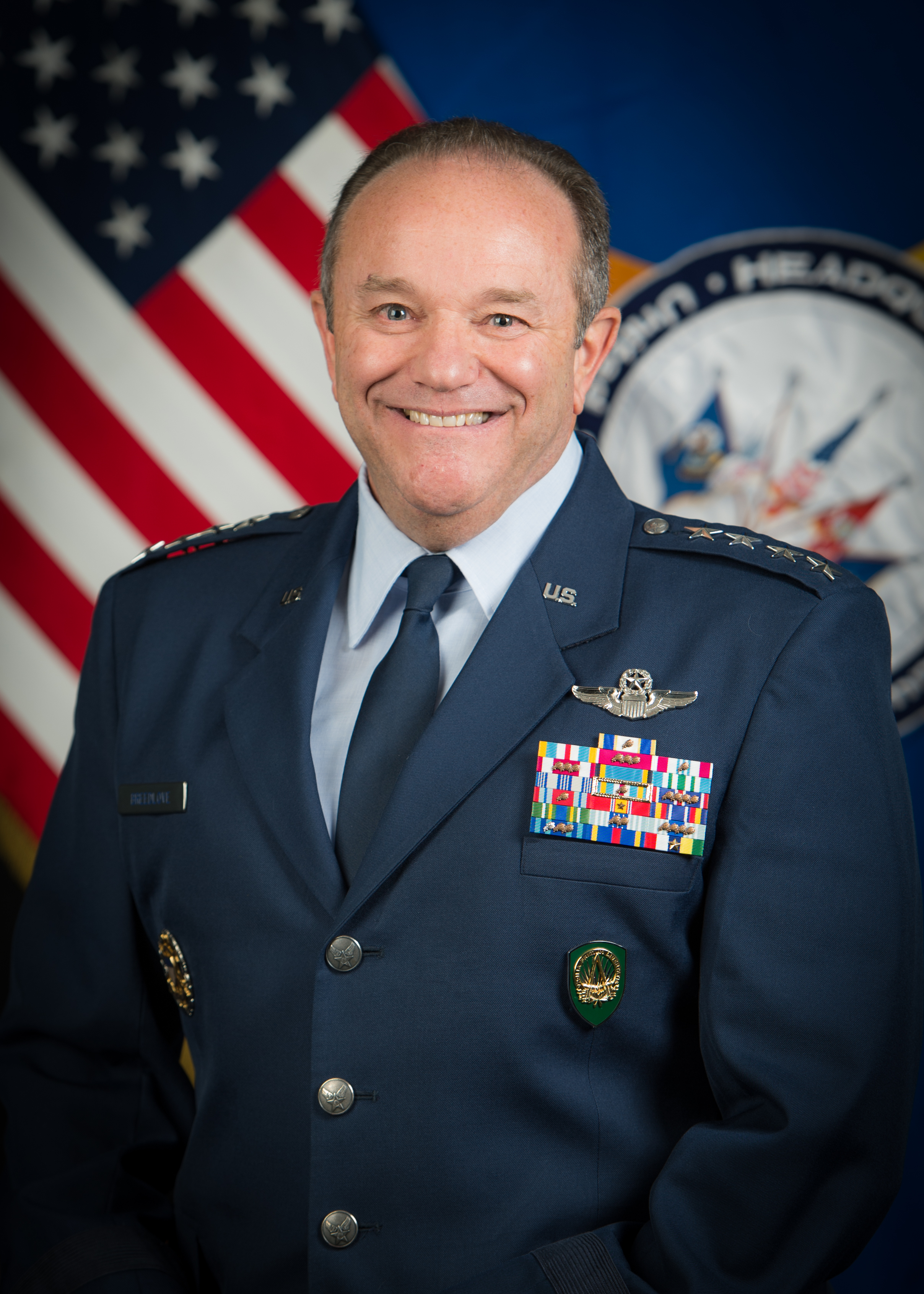
Генерал Філіп Брідлав

1 квітня 2014 міністри закордонних справ країн НАТО засудили незаконне військове втручання Росії в Україні і порушення Росією суверенітету і територіальної цілісності України. Міністри підкреслили, що НАТО не визнає незаконну і протиправну спробу Росії анексувати Крим. Міністри закордонних справ країн НАТО закликали Росію вжити негайних заходів, як викладено в заяві Комісії НАТО-Україна, з поновлення дотримання міжнародного права і міжнародних зобов'язань та обов'язків Росії, а також негайно вступити в істинний діалог, спрямований на досягнення політичного і дипломатичного вирішення при дотриманні міжнародного права та міжнародно визнаних кордонів України. Вони заявили про свою підтримку розгортання в Україні місії спостерігачів ОБСЄ. З самого початку кризи НАТО також зробила ряд негайних кроків, що стосуються відносин з Росією.
Північноатлантичний союз призупинив планування першої спільної місії Росія-НАТО і представив весь спектр співробітництва Росія-НАТО на розгляд міністрів закордонних справ. За минулі двадцять років НАТО послідовно працювала над розвитком більш тісної співпраці та зміцненням довіри з Росією. Однак Росія порушила міжнародне право і діяла в порушення принципів і зобов'язань Установчих документа Ради євроатлантичного партнерства, Основоположного акта Росія-НАТО і Римської декларації. Росія грубо підірвала довіру, на якому повинне ґрунтуватися співпраця Росія-НАТО. У результаті цього міністри закордонних справ НАТО вирішили призупинити всі практичне цивільне і військове співробітництво між НАТО і Росією. Тому ефективне співробітництво між Північноатлантичним альянсом і Росією викликає великі сумніви, бо Російська Федерація прагне сприймати НАТО не як союзника, а як противника…